# 한어대사전

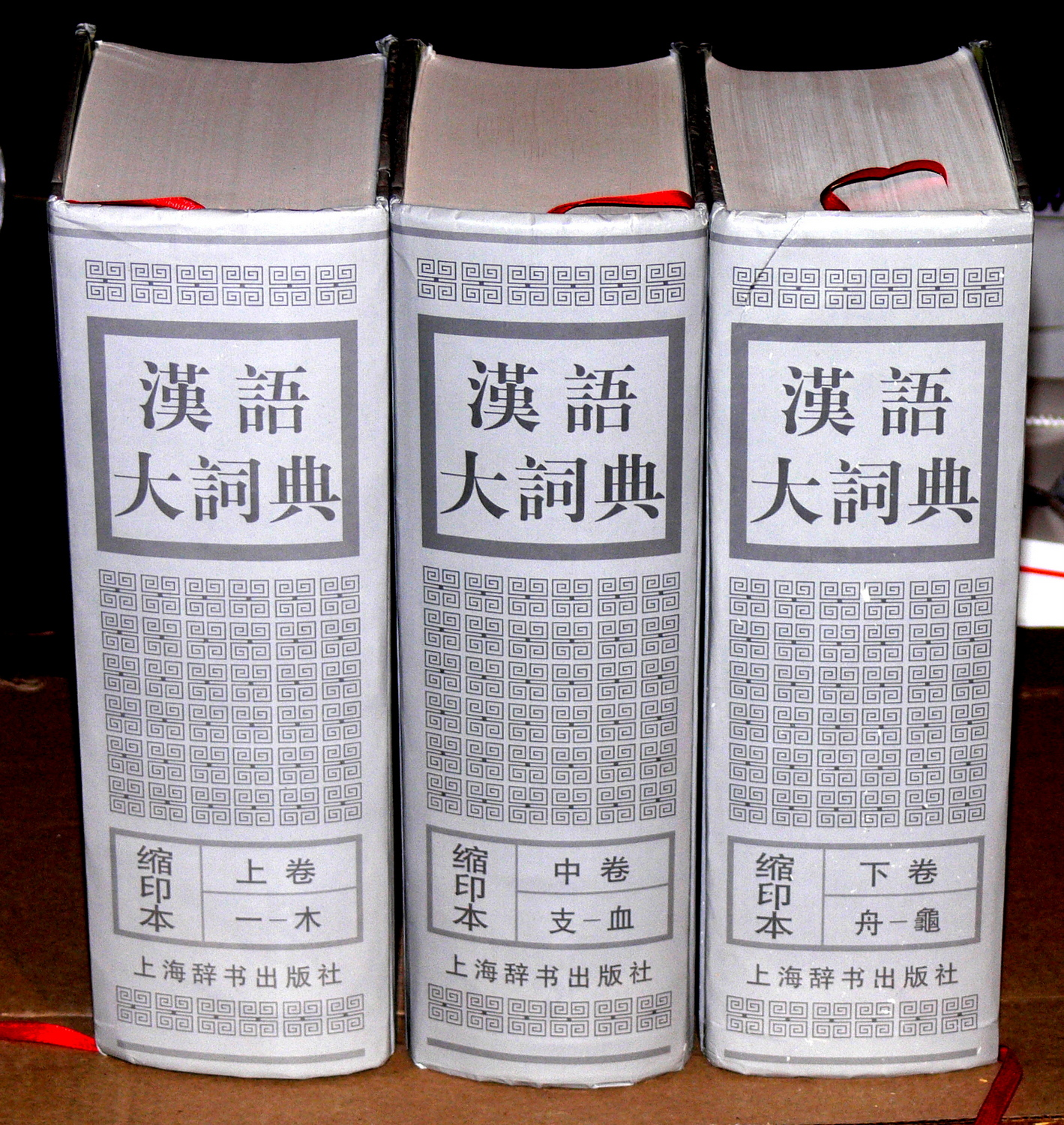

《한어대사전》(漢語大詞典)은 중국이 국책사업으로 선정해, 중국 내 43개 대학과 연구소가 협력해 전13권(색인 포함)으로 만든 한자사전이다.

## 편찬 역사
일본의 한학자였던 모로하시가 펴낸 일본의 《대한화사전》(大漢和辞典)에 자극을 받아 연인원 1000여 명을 동원해 18년에 걸친 작업 끝에 1994년 전13권(색인 포함)의 《한어대사전》을 만들어 냈다.

## 특징
1975년부터 덩샤오핑(鄧小平)과 저우언라이(周恩來) 등이 나서 독려하며 연인원 1000여 명을 동원해 18년에 걸친 작업 끝에 1994년 전13권(색인 포함)의 《한어대사전》을 만들어 낸 것으로 전 13권, 2만3천여 자, 37만 어휘(단어)가 수록되어 있다.

## 증보판 추진
중국 최대 규모의 중국어사전으로 알려진 한어대사전은 50만개 단어를 수록하는 개정 증보판 편찬 작업에 들어 간다고 2012년 12월 11일, 관영 신화통신을 통하여 발표하였다. 개정 증보판은 1986년 출판된 초판(13권ㆍ37만 단어)에 비해 12권이나 늘어난 총 25권, 수록어가 약 3분의 1이나 늘어나는 것으로 알려졌다. 편찬 위원회는 증보판 첫 권을 2015년에 내고 총 7년에 걸쳐 완간할 예정이라는 보도이다.

## 같이 보기
- 한국 《한한대사전》
- 일본 《대한화사전》
- 대만 《중문대사전》